# Arad (Izrael)
Arad (hebrejsky  ערד; arabsky عراد, v oficiálním přepisu do angličtiny Arad) je město v Izraeli v Jižním distriktu. Starostou je Tali Ploskov.

## Geografie

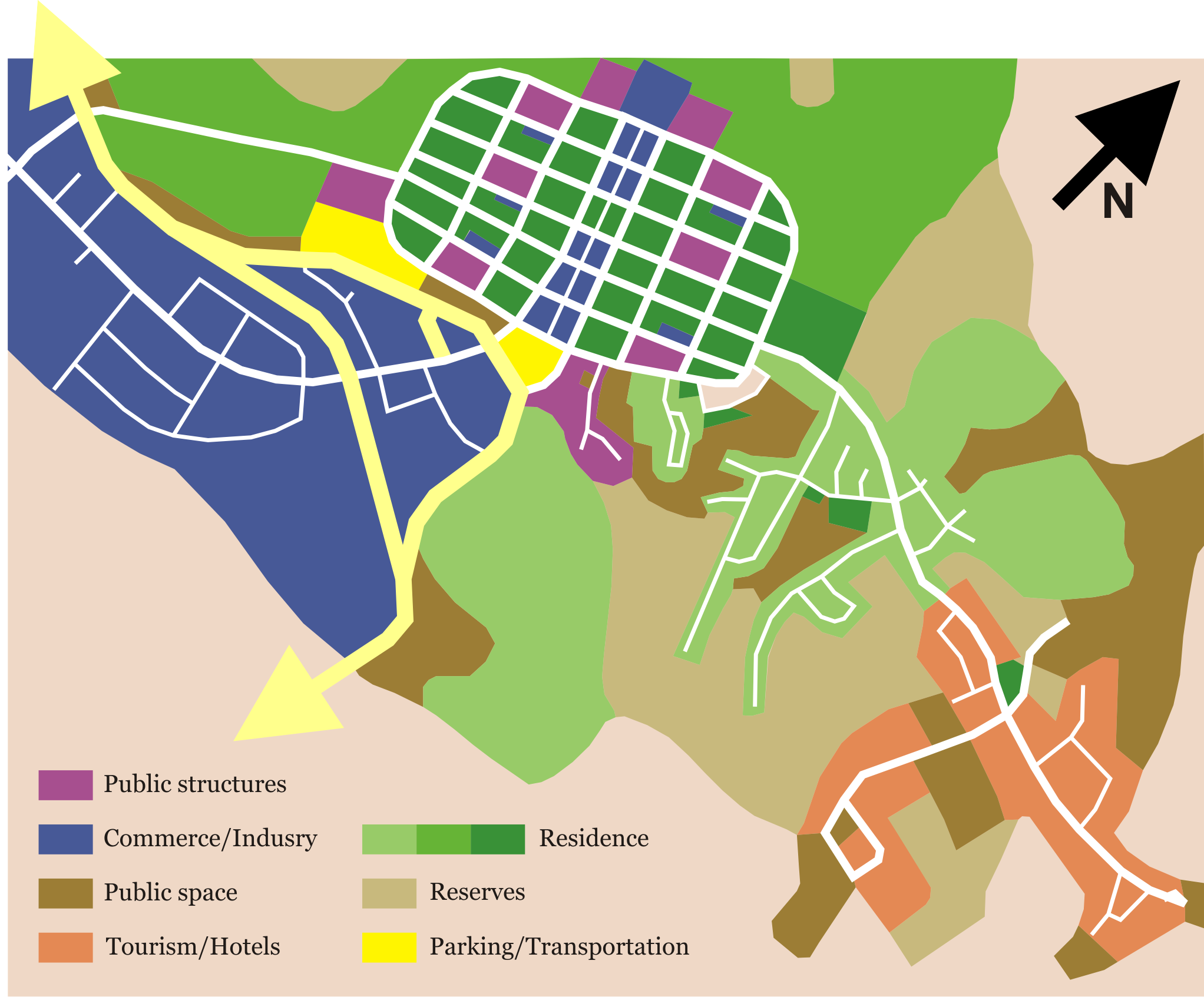
Původní územní plán Aradu

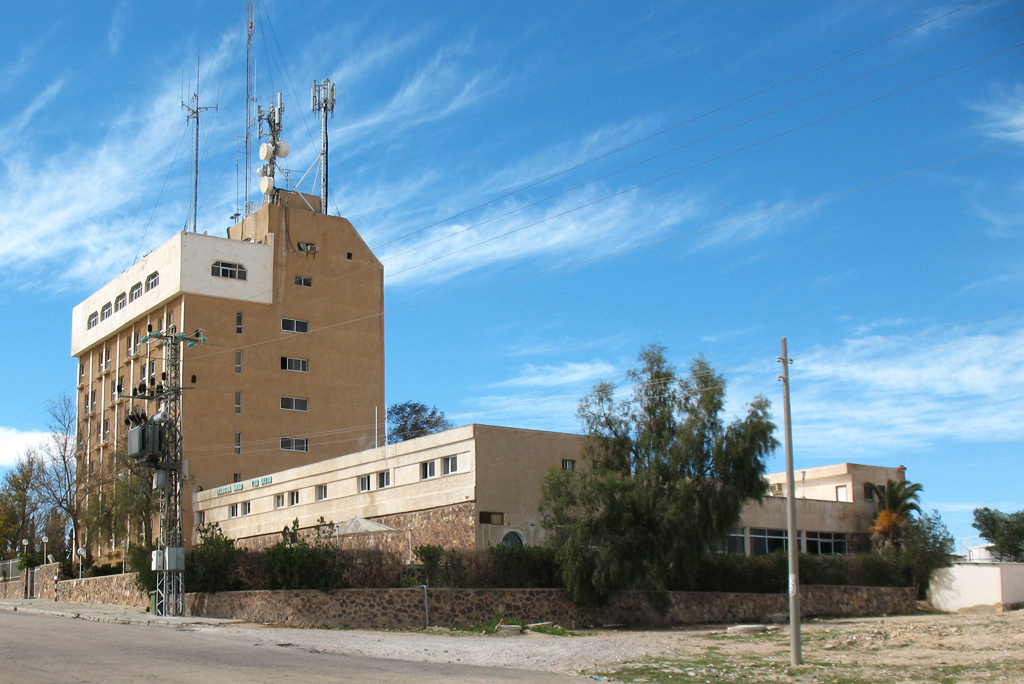
Hotel Margoa Arad v Aradu

Nachází se v nadmořské výšce 570 metrů na hranici Negevské a Judské poušti, zhruba 25 kilometrů západně od Mrtvého moře a 45 kilometrů východně od města Beerševa. Město je známé pro svůj čistý a suchý vzduch, který je vhodný pro astmatiky.
Leží v řídce osídlené pouštní oblasti, která je etnicky smíšená. Zatímco městská sídla jsou převážně židovská, na západ odtud se rozkládá rozptýlené osídlení polokočovných arabských Beduínů. Město je na dopravní síť napojeno pomocí dálnice číslo 31, ze které tu odbočuje lokální silnice číslo 3199, jež směřuje k pevnosti Masada.

## Dějiny
Arad byl založen roku 1961. Podle jiných pramenů až v listopadu 1962, přičemž pokusy o osídlení této oblasti se vyskytly již počátkem roku 1921. Šlo o jedno z posledních dvou rozvojových měst (nová městská sídliště pro ubytování nových židovských přistěhovalců) zřízených v Izraeli. Zároveň šlo o první město v Izraeli, které bylo zbudováno podle předem připraveného komplexního územního plánu.
Město je pojmenováno podle biblického města, jehož zbytky jsou dodnes zachovány v lokalitě Tel Arad západně od současného města.
Roku 1995 získal Arad status města, do té doby šlo o místní radu (malé město). Na území města se nachází řada velkých veřejných míst a atraktivit, jako například ruiny Tel Aradu, Aradský park, letiště sloužící pro vnitrostátní lety či první izraelský závodní okruh. Každoročně se zde také koná hudební festival. 17. července 1995 se však na rockovém festivalu stala tragédie, když byli tři lidé ušlapáni a sto dalších zraněno. Od roku 1986 žije ve městě izraelský spisovatel Amos Oz. Pracuje na nedaleké Ben Gurionově univerzitě v Beerševě.
Od počátku 21. století se v lokalitě západně od Aradu plánuje výstavba nového velkého města Kasif, určeného pro ultraortodoxní Židy. Plány byly schváleny definitivně počátkem roku 2015. Kasif má mít až 100 000 obyvatel.

## Demografie

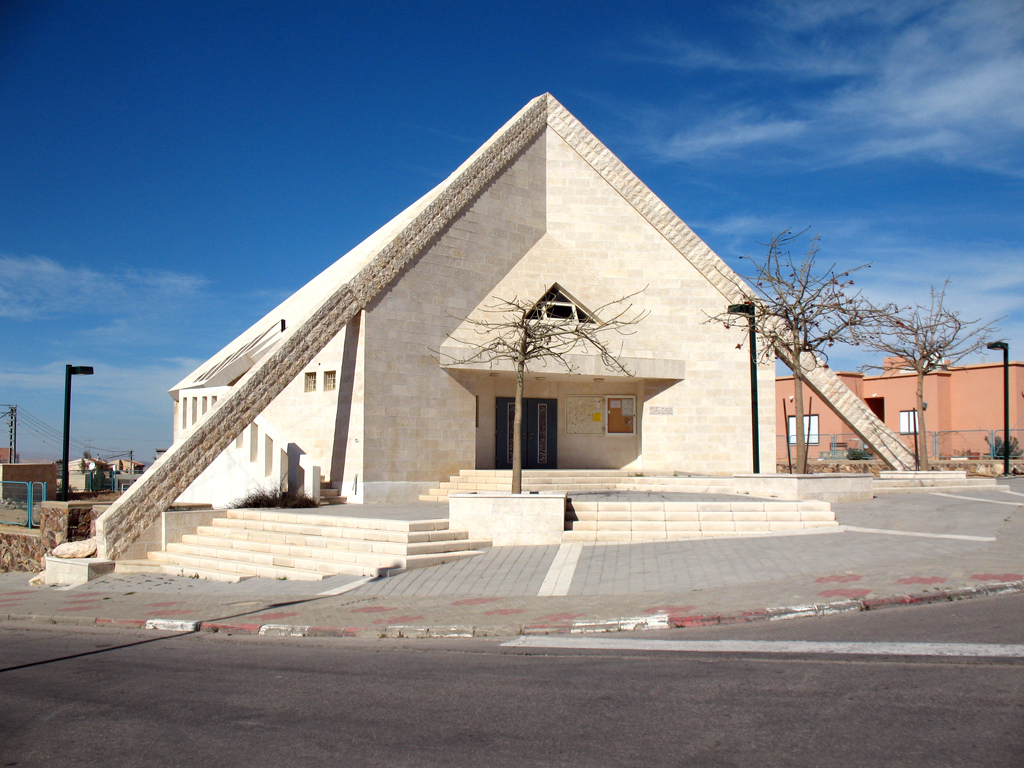
Synagoga v Aradu

Podle údajů z roku 2009 tvořili naprostou většinu obyvatel Židé - cca 18 900 osob (včetně statistické kategorie "ostatní", která zahrnuje nearabské obyvatele židovského původu ale bez formální příslušnosti k židovskému náboženství, cca 22 800 osob).
Jde o středně velkou obec městského typu s dlouhodobě stagnující populací. K 31. prosinci 2015 zde žilo 24 400 lidí. Město má rozmanité obyvatelstvo skládající se z aškenázských i sefardských Židů, sekulárních i religiózních, Beduínů a afrických Židů, stejně jako sabrů (Židů narozených v Izraeli) a nových imigrantů.
Populace města se značně rozrostla po vlně alije ze zemí bývalého Sovětského svazu v 90. letech a svého vrcholu dosáhla v roce 2002 se 24 500 obyvateli. Od té doby město zaznamenává stagnaci obyvatelstva.
| Rok            | 1972  | 1983   | 1995   | 2000   |
| -------------- | ----- | ------ | ------ | ------ |
| Počet obyvatel | 5 623 | 12 440 | 20 229 | 24 000 |

| Rok            | 2001   | 2003   | 2004   | 2005   | 2006   | 2007   | 2008   | 2009   | 2010   | 2011   | 2012   | 2013   | 2014   | 2015   |
| -------------- | ------ | ------ | ------ | ------ | ------ | ------ | ------ | ------ | ------ | ------ | ------ | ------ | ------ | ------ |
| Počet obyvatel | 24 400 | 24 140 | 23 477 | 23 294 | 23 323 | 23 346 | 23 298 | 23 371 | 23 700 | 23 400 | 23 900 | 24 200 | 24 200 | 24 400 |

* údaje za rok 2001 a od roku 2010 zaokrouhleny na stovky

## Partnerská města
- Wilmington, Delaware, Spojené státy
- Dinslaken, Německo
- Burlington, Vermont, Spojené státy